# Pyraustimorpha inexpectata
Pyraustimorpha là một chi bướm đêm thuộc họ Crambidae.. Chi này chỉ gồm một loài duy nhất, Pyraustimorpha inexpectata, thường được tìm thấy ở Thổ Nhĩ Kỳ.